# Grupo social

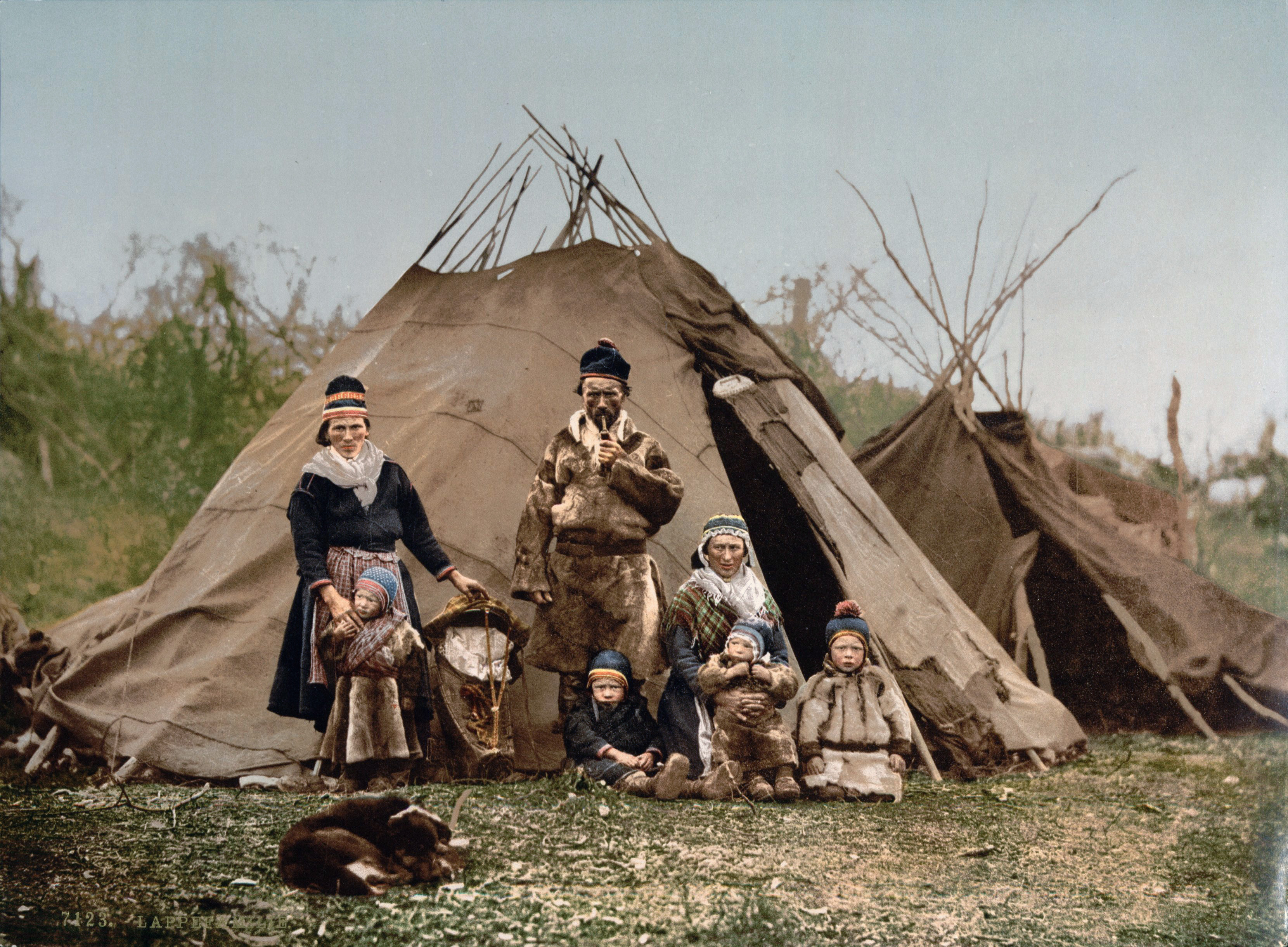
Una familia Samis en Noruega alrededor de 1900.

Un grupo social  es un conjunto de individuos (dos o más personas) que desempeñan un rol social dentro de una sociedad.
Este conjunto puede ser fácilmente identificado, tiene forma, estructura, es duradero. Las personas dentro de él actúan de acuerdo unas mismas normas, valores y objetivos acordados y necesarios para el bien común del grupo y la persecución de sus fines.Se puede definir a partir de una serie de variables mensurables en el nivel económico, laboral o educativo.
Para la identificación de un grupo social es necesaria una distintiva identidad común o pertenencia, que puede manifestarse en una cultura semejante, y no necesariamente en la semejanza en el nivel económico. Los miembros de un grupo social interactúan para un proyecto común o formando un subgrupo discordante, que finalmente adquiere un carácter de controlador. La potencialidad de un grupo social es robusta tanto al formar la trama de la sociedad como en su negación (partido opositor en el Parlamento, subgrupo en el aula). Los líderes formales o informales son el punto fuerte de la trama de interacciones en un grupo social. 
Cuando la adscripción a determinado grupo social está fuertemente determinada por criterios económicos, el grupo social de los individuos se suele denominar clase social, y está fuertemente influida por la clase de la familia en que nace el individuo.
El grupo es un concepto de delimitación complicada. Para entender la palabra “grupo” en las ciencias sociales, debe usarse matizada 
por algún adjetivo o aparecer dentro de un contexto preciso y concreto, pues, en la práctica, es un término aplicado a realidades distintas.

## Definición

### Enfoque de cohesión social
Un grupo social muestra algún grado de cohesión social y es más que una simple colección de individuos, como las personas que esperan en una parada de autobús, o las personas que esperan en una fila. Las características compartidas por los miembros de un grupo pueden incluir intereses, valores, representaciones, origen étnico o social y lazos de parentesco. Los lazos de parentesco son un vínculo social basado en la ascendencia común, el matrimonio o la adopción. En una línea similar, algunos investigadores consideran que la característica que define a un grupo es la interacción social. Según el número de Dunbar, en promedio, las personas no pueden mantener relaciones sociales estables con más de 150 individuos.
El psicólogo social Muzafer Sherif propuso definir una unidad social como un número de individuos que interactúan entre sí con respecto a:
1. Motivos y objetivos comunes
2. Una División del trabajo aceptada, es decir, roles
3. Relaciones de estatus establecidas (rango social, dominación)
4. Normas y valores aceptados con referencia a asuntos relevantes para el grupo
5. Desarrollo de las sanciones aceptadas (elogios y castigos) si se respetan o se violan las normas

Esta definición es larga y compleja, pero también es precisa. Consigue proporcionar al investigador las herramientas necesarias para responder a tres preguntas importantes:
1. "¿Cómo se forma un grupo?"
2. "¿Cómo funciona un grupo?"
3. "¿Cómo se describen las interacciones sociales que se producen en el camino hacia la formación de un grupo?"

#### Significado de esa definición
La atención de quienes utilizan, participan o estudian los grupos se ha centrado en los grupos que funcionan, en las organizaciones más grandes o en las decisiones que se toman en estas organizacións. Se ha prestado mucha menos atención a los comportamientos sociales más ubicuos y universales que no demuestran claramente uno o más de los cinco elementos necesarios descritos por Sherif.
Algunos de los primeros esfuerzos por comprender estas unidades sociales han sido las extensas descripciones de las pandillas urbanas de las décadas de 1920 y 1930, que continuaron hasta la década de 1950, que las entendían como reacciones a la autoridad establecida. El objetivo principal de los miembros de las pandillas era defender el territorio de las mismas, y definir y mantener la estructura de dominio dentro de ellas. Sigue habiendo en los medios de comunicación populares y en los organismos policiales urbanos un ávido interés por las bandas, que se refleja en los titulares diarios que hacen hincapié en los aspectos delictivos del comportamiento de las bandas. Sin embargo, estos estudios y el continuo interés no han mejorado la capacidad de influir en el comportamiento de las bandas o de reducir la violencia relacionada con ellas.
La literatura relevante sobre comportamientos sociales de los animales, como los trabajos sobre el territorio y la dominación, está disponible desde la década de 1950. Además, los responsables políticos, los sociólogos y los antropólogos los han descuidado en gran medida. De hecho, la vasta literatura sobre la organización, la propiedad, la aplicación de la ley, la propiedad, la religión, la guerra, los valores, la resolución de conflictos, la autoridad, los derechos y las familias han crecido y evolucionado sin ninguna referencia a ningún comportamiento social análogo en los animales. Esta desconexión puede ser el resultado de la creencia de que el comportamiento social en la humanidad es radicalmente diferente del comportamiento social en los animales debido a la capacidad humana para el uso del lenguaje y la racionalidad. Por supuesto, aunque esto es cierto, es igualmente probable que el estudio de los comportamientos sociales (de grupo) de otros animales pueda arrojar luz sobre las raíces evolutivas del comportamiento social en las personas.
Los comportamientos territoriales y de dominación en los seres humanos son tan universales y comunes que simplemente se dan por sentados (aunque a veces se admiran, como en la propiedad de la vivienda, o se deploran, como en la violencia). Pero estos comportamientos e interacciones sociales entre individuos humanos desempeñan un papel especial en el estudio de los grupos: son necesariamente anteriores a la formación de los grupos.[cita requerida] La interiorización psicológica de las experiencias territoriales y de dominación en la memoria consciente e inconsciente se establecen a través de la formación de la identidad social, la identidad personal, el concepto corporal o el concepto de sí mismo. Una identidad individual que funcione adecuadamente es necesaria antes de que un individuo pueda funcionar en una división del trabajo (rol) y, por tanto, dentro de un grupo cohesionado. Llegar a comprender los comportamientos territoriales y de dominación puede, por tanto, ayudar a clarificar el desarrollo, el funcionamiento y la productividad de los grupos.

### Enfoque de identificación social
Frente a una definición de los grupos sociales basada en la cohesión social se encuentra la perspectiva de la identidad social, que se basa en las ideas de la teoría de la identidad social. Aquí, en lugar de definir un grupo social basado en expresiones de cohesión social Relaciones entre individuos, el modelo de identidad social asume que "la pertenencia psicológica al grupo tiene principalmente una base perceptiva o cognitiva"  Postula que la condición necesaria y suficiente para que los individuos actúen como miembros de un grupo es "la conciencia de una pertenencia a una categoría común" y que un grupo social puede ser "útilmente conceptualizado como un número de individuos que han interiorizado la misma pertenencia a una categoría social como un componente de su autoconcepto. " Dicho de otro modo, mientras que el enfoque de la cohesión social espera que los miembros del grupo se pregunten "¿por quién me siento atraído?", la perspectiva de la identidad social espera que los miembros del grupo se pregunten simplemente "¿quién soy?".
El apoyo empírico a la perspectiva de la identidad social en los grupos se extrajo inicialmente del trabajo que utiliza el paradigma del grupo mínimo. Por ejemplo, se ha demostrado que el mero hecho de asignar a los individuos a categorías explícitamente aleatorias es suficiente para llevar a los individuos a actuar en un ingrupo. favorable (incluso cuando no es posible el interés individual). También son problemáticas para el relato de la cohesión social las investigaciones recientes que muestran que la categorización aparentemente sin sentido puede ser un antecedente de las percepciones de interdependencia con los compañeros de categoría.
Si bien las raíces de este enfoque de los grupos sociales tenían sus fundamentos en la teoría de la identidad social, la exploración más concertada de estas ideas se produjo más tarde en forma de la teoría de la autocategorización. Mientras que la teoría de la identidad social se dirigió inicialmente a la explicación del conflicto intergrupal en ausencia de cualquier conflicto de intereses, la teoría de la autocategorización se desarrolló para explicar cómo los individuos llegan a percibirse a sí mismos como miembros de un grupo en primer lugar, y cómo este proceso de auto-agrupación subyace y determina todos los problemas subsiguientes del comportamiento grupal.
Un grupo social se identifica con el concepto de comunidad cuando sus miembros se involucran en una confianza compartida de que las expectativas individuales se cubrirán a través del compromiso de estar juntos. En este vínculo basado en experiencias intervienen varios factores que permiten el mantenimiento de grupos sociales sólidos y permanentes: el civitio o sentimiento de pertenencia, la conexión emocional compartida, la integración social que promueve la satisfacción de necesidades grupales y la influencia mutua o sensación de importarle a los demás. Las personas viven en entornos socioculturales conformados por relaciones de intercambio y su estudio no puede separarse de los diversos ámbitos en los que desarrolla.

### Definición de características
En su texto, Dinámica de grupos, Forsyth (2010) analiza varias características comunes de los grupos que pueden ayudar a definirlos.

#### 1) Interacción
Este componente del grupo varía mucho, incluyendo la comunicación verbal o no verbal, la holgazanería social, la creación de redes, la formación de vínculos, etc. Las investigaciones de Bales (cita, 1950, 1999) determinan que hay dos tipos principales de interacciones; las interacciones de relación y las interacciones de tarea.
1. Interacciones de relación: "acciones realizadas por los miembros del grupo que se relacionan o influyen en los vínculos emocionales e interpersonales dentro del grupo, incluyendo tanto las acciones positivas (apoyo social, consideración) como las negativas (crítica, conflicto)".[15]
2. Interacciones de tareas: "acciones realizadas por los miembros del grupo que se refieren a los proyectos, tareas y objetivos del grupo"[15] Esto implica que los miembros se organicen y utilicen sus habilidades y recursos para lograr algo.

#### 2) Objetivos
La mayoría de los grupos tienen una razón para su existencia, ya sea aumentar la educación y el conocimiento, recibir apoyo emocional o experimentar la espiritualidad o la religión. Los grupos pueden facilitar la consecución de estos objetivos. El modelo circumplejo de tareas grupales de Joseph McGrath organiza las tareas y objetivos relacionados con el grupo. Los grupos pueden centrarse en varios de estos objetivos, o en un área a la vez. El modelo divide los objetivos del grupo en cuatro tipos principales, que a su vez se subcategorizan
1. Generación: elaboración de ideas y planes para alcanzar los objetivos 
  - Tareas de planificación
  - Tareas de creatividad
2. Elegir: Seleccionar una solución.
  - Tareas de intelecto
  - Tareas de toma de decisiones
3. Negociar: Organizar una solución a un problema.
  - Tareas de conflicto cognitivo
  - Tarea de motivación mixta
4. Ejecutar: Acto de llevar a cabo una tarea.
  - Concursos/batallas/tareas competitivas
  - Tareas de rendimiento/psicomotoras

#### 3) Interdependencia en relación
"El estado de ser dependiente, en cierto grado, de otras personas, como cuando los resultados, las acciones, los pensamientos, los sentimientos y las experiencias de uno están determinados en su totalidad o en parte por otros" Algunos grupos son más interdependientes que otros. Por ejemplo, un equipo deportivo tendría un nivel de interdependencia relativamente alto en comparación con un grupo de personas que ven una película en el cine. Además, la interdependencia puede ser mutua (fluyendo de ida y vuelta entre los miembros) o más lineal/unilateral. Por ejemplo, algunos miembros del grupo pueden depender más de su jefe que el jefe de cada uno de los individuos.

#### 4) Estructura
Implica la aparición de regularidades, normas, roles y relaciones que se forman dentro de un grupo a lo largo del tiempo. Los roles implican la actuación y la conducta esperada de las personas dentro del grupo en función de su estatus o posición dentro del mismo. Las normas son las ideas adoptadas por el grupo sobre la conducta aceptable e inaceptable de sus miembros. La estructura del grupo es una parte muy importante del mismo. Si las personas no cumplen con sus expectativas dentro de los grupos, y no cumplen con sus roles, puede que no acepten el grupo, o que no sean aceptados por otros miembros del grupo.

#### 5) Unidad
Cuando se considera de forma holística, un grupo es mayor que la suma de sus partes individuales. Cuando se habla de grupos, se habla del grupo como un todo, o una entidad, en lugar de hablar de él en términos de individuos. Por ejemplo, se diría que "La banda tocó muy bien". En esta imagen de unidad intervienen varios factores, como la cohesión del grupo y la entitatividad (apariencia de cohesión por parte de personas ajenas).

## Tipos de grupos sociales
- Grupos primarios: son aquellos que constituyen el círculo más íntimo, generan, por ende, mayor interacción y cooperación por parte de la persona como, por ejemplo, la familia y los amigos cercanos. Se caracterizan por la asociación voluntaria de los miembros sin necesidad de una formalización.
- Grupos secundarios o formales: son grupos sociales que definen normas y reglas para la generación de dicha relación como, por ejemplo, un sindicato o una asociación política.
- Informales: se forman debido a lazos de amistad, pero sin estructura como los excompañeros de la escuela.
- De pertenencia: los miembros adhieren a este tipo de grupo social para mostrar el lugar de pertenencia en la sociedad, como lo puede ser un partido de fútbol o una tribu urbana.
- De referencia: se pertenece como miembro para comparación e imitación de estilos, normas o formas.
- Pares: son grupos homogéneos en edad, intereses y clase social.

## Salud
Los grupos sociales con los que se relacionan las personas en el lugar de trabajo afectan directamente a su salud. No importa dónde se trabaje o cuál sea la ocupación, sentir un sentido de pertenencia en un grupo de compañeros es clave para el éxito general. Parte de esto es responsabilidad del líder (gerente, supervisor, etc.). Si el líder ayuda a que todos tengan un sentido de pertenencia dentro del grupo, puede ayudar a aumentar la moral y la productividad. Según el Dr. Niklas Steffens "La identificación social contribuye tanto a la salud psicológica como a la fisiológica, pero los beneficios para la salud son más fuertes para la salud psicológica". Las relaciones sociales que tienen las personas pueden estar vinculadas a diferentes condiciones de salud. Las relaciones sociales de menor cantidad o calidad se han relacionado con cuestiones como: el desarrollo de enfermedades cardiovasculares, infarto de miocardio recurrente, aterosclerosis, desregulación autonómica, hipertensión arterial, cáncer y retraso en la recuperación del cáncer, y curación más lenta de las heridas, así como biomarcadores inflamatorios y deterioro de la función inmune, factores asociados a resultados adversos para la salud y la mortalidad. La relación social del matrimonio es la más estudiada de todas, la historia marital a lo largo de la vida puede formar diferentes resultados de salud como enfermedades cardiovasculares, condiciones crónicas, limitaciones de movilidad, salud autocalificada y síntomas depresivos. La conexión social también desempeña un papel importante en la superación de ciertas condiciones como el abuso de drogas, alcohol o sustancias. En este tipo de problemas, el grupo de amigos de una persona desempeña un papel importante para ayudarla a mantenerse sobria. Las afecciones no tienen por qué poner en peligro la vida, el grupo social de una persona puede ayudar a lidiar con la ansiedad del trabajo también. Cuando las personas están más conectadas socialmente tienen acceso a más apoyo. Algunos de los problemas de salud que tienen las personas también pueden provenir de su incertidumbre sobre el lugar que ocupan entre sus colegas. Se ha demostrado que estar bien conectado socialmente tiene un impacto significativo en una persona a medida que envejece, según un estudio de 10 años de la Fundación MacArthur, que se publicó en el libro "Successful Aging" el apoyo, el amor y el cuidado que sentimos a través de nuestras conexiones sociales pueden ayudar a contrarrestar algunos de los aspectos negativos del envejecimiento relacionados con la salud. Las personas mayores que eran más activas en los círculos sociales tendían a estar mejor de salud.